# Luis Alves Lomanth

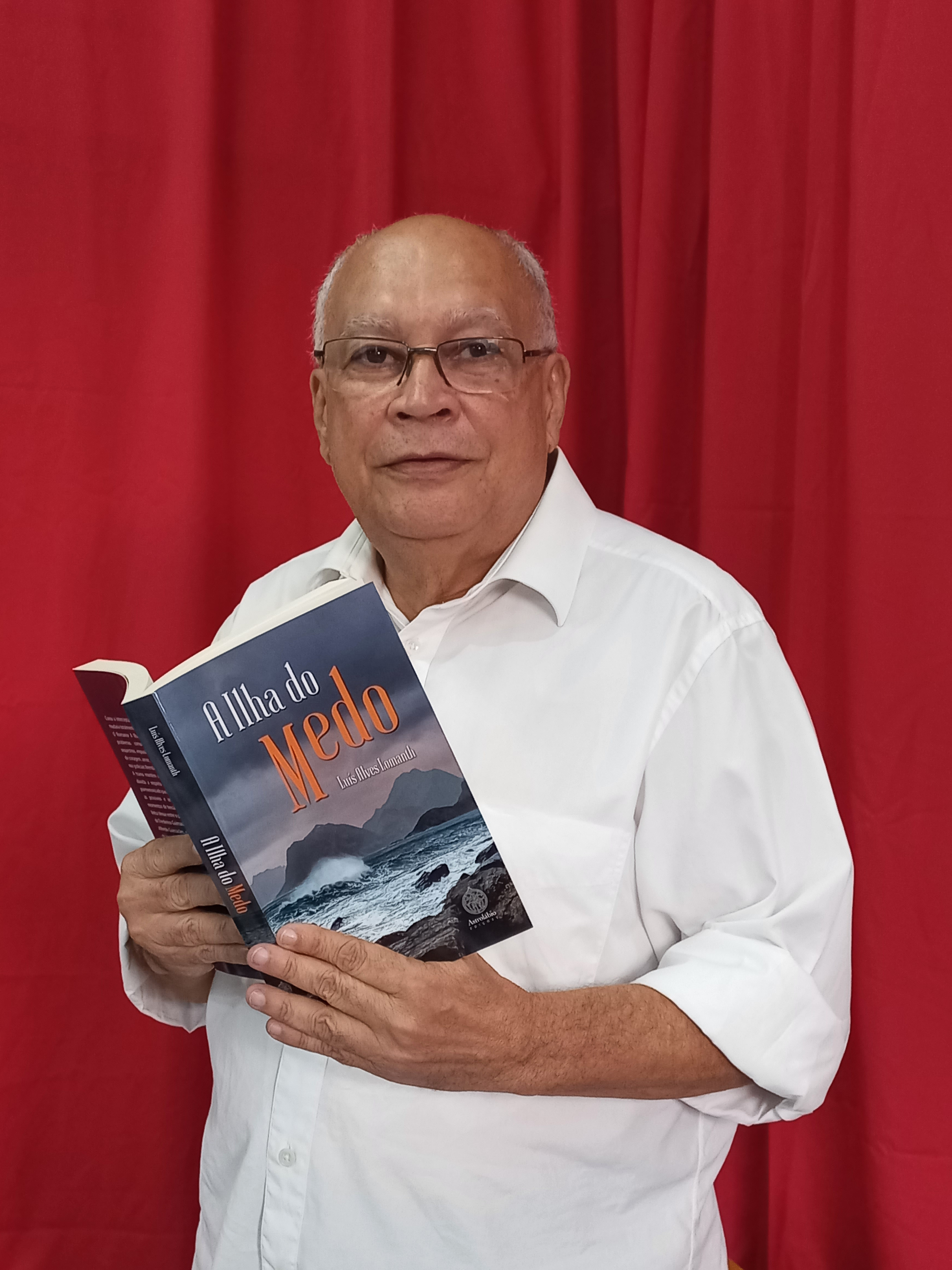
Foto de Luís Lomanth segurando seu livro A Ilha do Medo.

Luís Alves Lomanth (Salvador, 10 de março de 1954) é um jornalista e escritor brasileiro, conhecido por suas obras no gênero policial. Tomou posse pela Academia de Letras do Estado do Rio de Janeiro (Aclerj) como membro vitalício, por força de sua expressão histórica, empossado na cadeira nº 1, sendo patroneado por Visconde de Araguaia na condição de Acadêmico Efetivo – Imortal. Sua carreira literária e jornalística se destaca por uma contribuição significativa à literatura nacional, explorando temas de mistério e suspense.
Luís Alves Lomanth iniciou sua paixão pela literatura ainda na infância, em um bairro humilde de Salvador, onde o acesso aos livros era escasso. Essa dificuldade não impediu que ele desenvolvesse um gosto pelo gênero policial, que se consolidaria ao longo dos anos. Lomanth trabalhou em importantes veículos de comunicação no Brasil, incluindo Gazeta de Notícias, TV Aratu, TV Globo, SBT, RedeTV, e TV Brasil, o que contribuiu para sua notoriedade no campo do jornalismo.
Lomanth também fundou o jornal Café com Livros, especializado em literatura, e idealizou a Semana do Livro Carioca. Atualmente, ele é diretor de jornalismo do Ilha Repórter e coordenador da TV Literária, iniciativas que reafirmam seu compromisso com a promoção da cultura literária no Brasil. Sua visão crítica sobre o gênero policial reflete as mudanças nas dinâmicas de suspense e mistério, em resposta às novas tecnologias e mídias.

## Biografia
Luís Alves Lomanth nasceu em um bairro humilde de Salvador, Bahia, em 10 de março de 1954. Desde cedo, enfrentou a falta de acesso a materiais de leitura, como escolas ou bibliotecas próximas. Mesmo com essas dificuldades, desenvolveu uma paixão pela literatura, influenciado pelas histórias em quadrinhos que sua mãe comprava nas bancas de jornal.
Aos 15 anos, escreveu seu primeiro livro, "O Pescador na Ilha do Medo", lançado pela editora CBAG. Continuou escrevendo ao longo dos anos, consolidando-se como autor de obras no gênero policial.
Lomanth é reconhecido por suas contribuições à literatura nacional, publicando diversos livros que exploram mistérios e suspense, como "A Morte Usa Batom"  (que em sua estreia foi parabenizado pelo vereador do Rio de Janeiro, Vitor Hugo, com uma Moção de Congratulações e Aplausos da Câmara de Vereadores, uma forma de reconhecer seu talento e a importante contribuição que tem feito à cultura e à literatura de nossa cidade.)  e "Apenas uma Razão para Matar". Ele também se destaca por sua visão crítica sobre a evolução do gênero policial no contexto das novas tecnologias e mídias.

## Livros
- Em 1976 ao publicar “O Pescador na Ilha do Medo” pela editora CBAG.
- Em 1991, lançou o segundo livro “Contos que a Vida Conta”, pela editora Tagore.
- Em 1999, conquistou o publico leitor do gênero policial com o não menos assustador romance “A morte usa batom”.
- Em 2005, estreou um livro de bolso com o título “O Homem-bomba”.
- Em 2010, com um novo livro policial, Lomanth voltava a surpreender os fãs do gênero com o romance “Apenas uma razão para matar”.
- Em 2019, durante a pandemia, Lomanth publicou “Luarlindo O Santo sádico”.
- Em 2021 voltou a agitar os fãs do gênero policial com o romance “A Ilha do Medo”[8].
- Em 2024 relançou o livro "A Morte usa Batom"